# Giornico
Giornico (lmo. Sgiurn, niem. Irnis) – miejscowość i gmina w południowej Szwajcarii, w kantonie Ticino, w okręgu (distretto) Leventina, siedziba administracyjna powiatu (circolo) Giornico. Leży nad rzeką Ticino. 

## Demografia
W Giornico mieszkaja 792 osoby. W 2021 roku 25,3% populacji gminy stanowiły osoby urodzone poza Szwajcarią. 

## Transport
Przez teren gminy przebiegają autostrada A2 oraz droga główna nr 2.